# Соотс, Яан
Я́ан (Иван Генрихович) Со́отс (эст. Jaan Soots; 12 марта 1880, волость Хелме, Валкский уезд, Лифляндская губерния, Российская империя — 6 февраля 1942, Усолье, Молотовская область, РСФСР, СССР) — эстонский военный и государственный деятель, генерал-майор (1919), военный министр Эстонии (1921—1923 и 1924—1927).

## Биография

### Российская империя
Родился на хуторе Кюти в волости Хелме Валкского уезда Лифляндской губернии (на территории волости Хелме уезда Валгамаа в Эстонии). Холост.

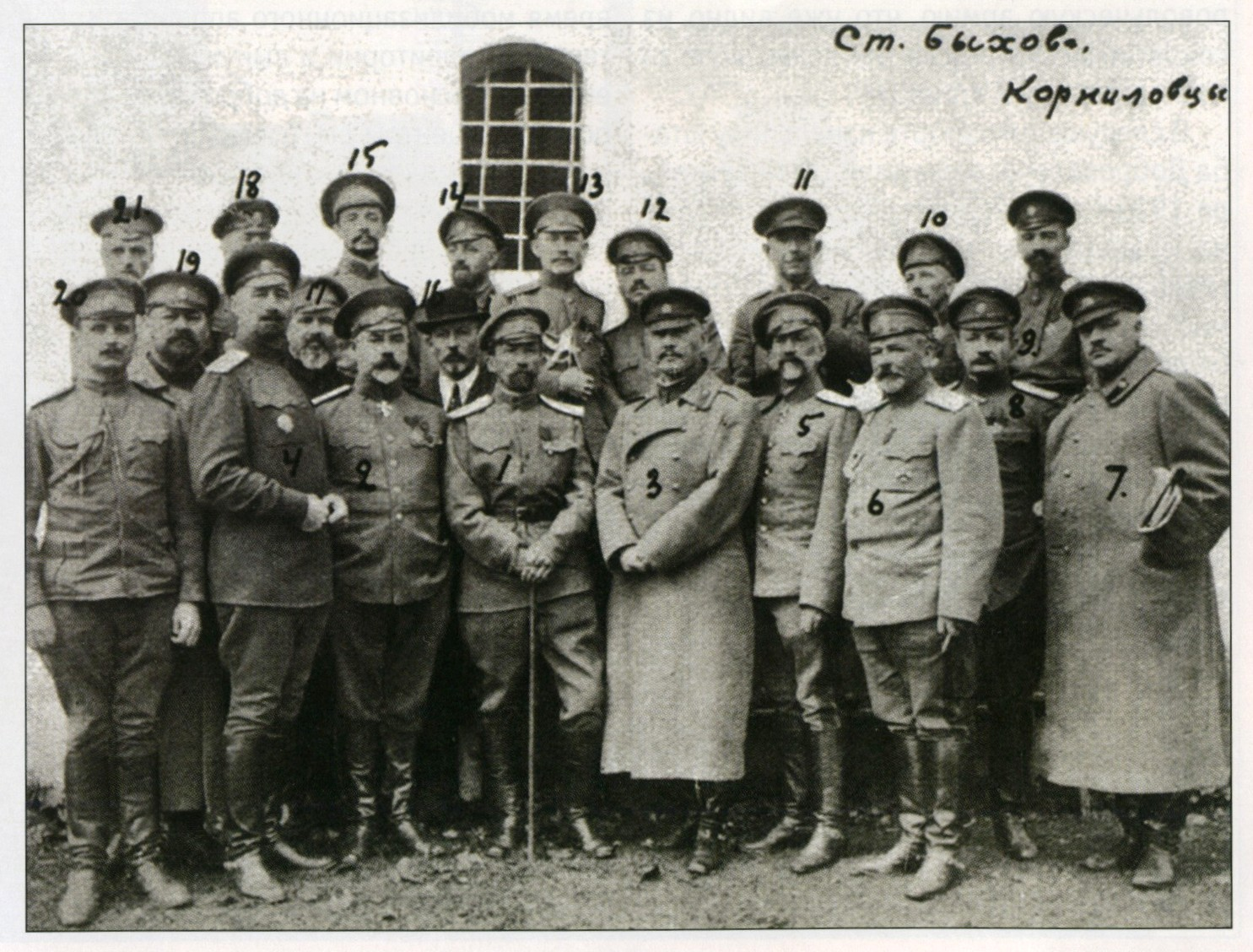
Группа арестованных генералов и офицеров во главе с Корниловым в период Быховского заточения. По номерам: 1. Л. Г. Корнилов; 2. А. И. Деникин; 3. Г. М. Ванновский; 4. И. Г. Эрдели; 5. Е. Ф. Эльснер; 6. А. С. Лукомский; 7. В. Н. Кисляков; 8. И. П. Романовский; 9. С. Л. Марков; 10. М. И. Орлов; 11. А. Ф. Аладьин; 12. А. П. Брагин; 13. В. М. Пронин; 14. прапорщик С. Ф. Никитин; 15. прапорщик А. В. Иванов; 16. И. В. Никаноров (Никоноров); 17. Л. Н. Новосильцев; 18. Г. Л. Чунихин; 19. И. А. Родионов; 20. И. Г. Соотс; 21. В. В. Клецанда. Осень 1917 года

Образование получил в городской школе и приходской школе в Хелме. Окончил два класса Рижской учительской семинарии.
15 февраля 1900 года вступил в службу рядовым в Троицкий 107-й пехотный полк на правах вольноопределяющегося 2-го разряда.
Окончил Виленское пехотное юнкерское училище (1904), Николаевскую академию Генерального штаба (1913).
Член мужской студенческой корпорации «Сакала».
Служил офицером в русской армии, участвовал в русско-японской войне, работал в Генеральном штабе.
Участник Первой мировой войны. По состоянию на декабрь 1915 года — старший адъютант штаба 12-й кавалерийской дивизии. Подполковник (1916). Офицер для поручений штаба 12-й армии (1916). С 27 ноября 1916 — штаб-офицер для поручений отдела ген-квартирмейстера штаба 11-й армии.
В 1917 году — член Главного комитета «Союза офицеров армии и флота», поддержал Корниловское выступление, был арестован и заключен в Быховскую тюрьму. После Октябрьской революции вернулся на родину в Эстонию.

### Эстонская Республика
С декабря 1917 года служил в эстонской армии, участвовал в Освободительной войне: начальник оперативного штаба, с 24 февраля 1919 — начальник штаба Верховного главнокомандующего. Участник Тартуской мирной конференции 1920 года, в том же году вышел в отставку.

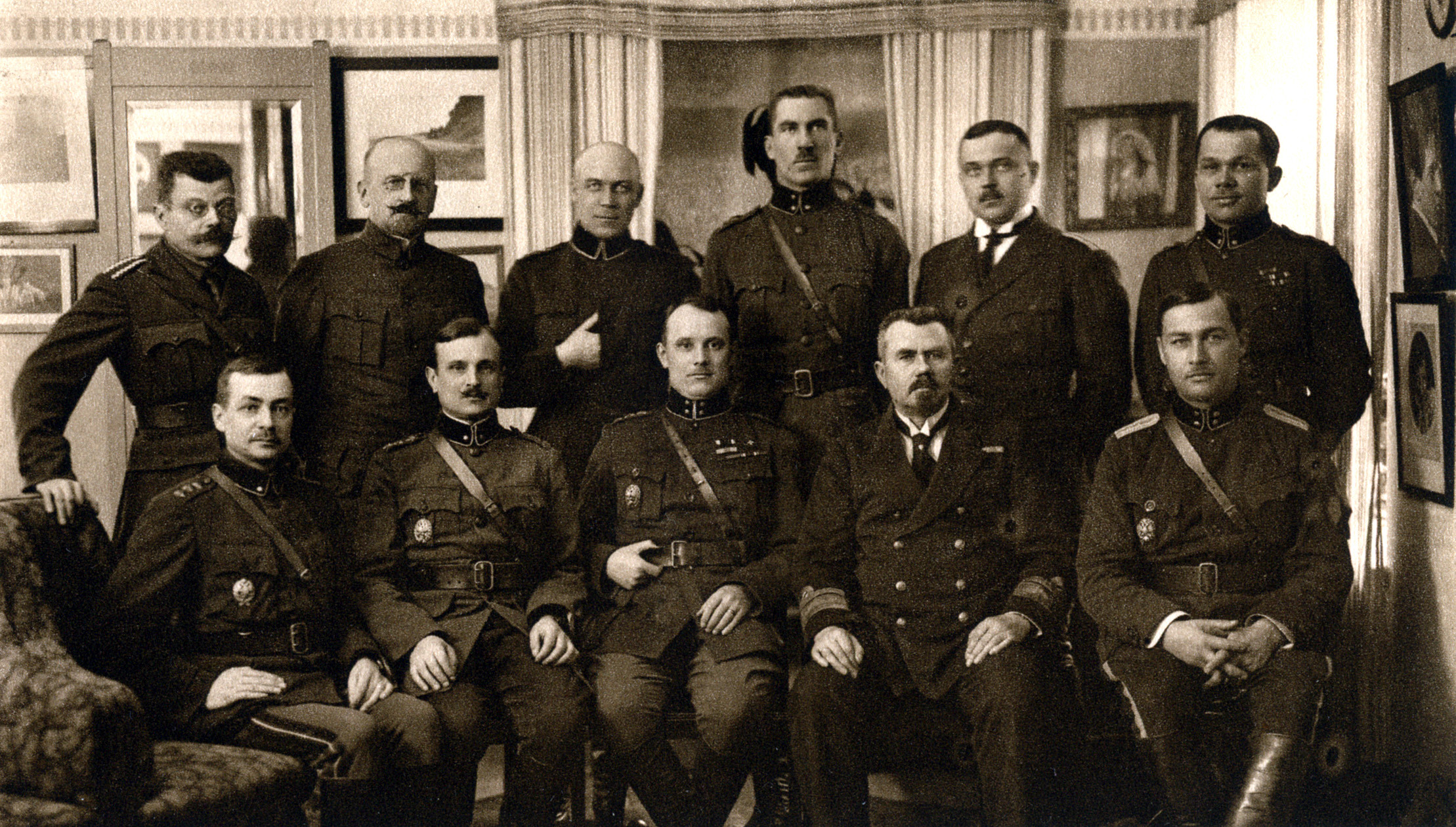
Главное командование эстонской армии в 1920 году, слева вверху: генерал-майор Эрнест Пыддер, доктор Артур Лоссманн, генерал-майор Александр Тыниссон, полковник Карл Партс, полковник Виктор Пушкарь, полковник Яан Ринк. Слева внизу: генерал-майор Андрес Ларка, генерал-майор Яан Сотс, главнокомандующий генерал-лейтенант Йохан Лайдонер, адмирал Йохан Питка и полковник Рудольф Рейманн

В 1921—1923 и 1924—1927 годах — военный министр. Был членом партии «Объединение аграриев». Член Рийгикогу первого — шестого созывов. В 1934—1939 — мэр Таллина. В 1935—1938 годах — член Государственного экономического совета, с 1938 года — член Государственного совета обороны. Председатель Комитета истории Освободительной войны.
В 1920–1930 годах попеременно проживал в Таллине по адресу улица Крейцвальда дом 11, кв. 5 (в настоящее время дом внесён в Государственный регистр памятников культуры Эстонии) и на хуторе Карула в Вильяндимаа.

### Эстонская ССР
20 сентября 1940 года был арестован органами НКВД. На момент ареста находился на пенсии. Решением трибунала от 5 октября 1940 года был приговорён к смертной казни (§58-4, 58-13 Уголовного кодекса РСФСР). Умер в Усольлаге 6 февраля 1942 года. Место захоронения неизвестно.
Был обвинён в том, что совместно с бывшим начальником генерального штаба эстонской армии генерал Рееком, полковником генерального штаба эстонской армии Курвицем, немцем Зигертом фон Коолем руководил разветвлённой повстанческой организацией. По этому делу, кроме Яана Соотса, было осуждено ещё 148 человек.

## Награды
- 1906 — Орден Святого Станислава третьей степени,
- 1916 — Орден Святого Владимира четвёртой степени,
- 1915 — Орден Святой Анны третьей степени,
- 1921 — Орден Эстонского Красного Креста третьей степени,
- 1929 — Орден Эстонского Красного Креста первой степени,
- 1930 — Крест Свободы первого класса первой степени,
- 1938 — Орден Белой розы первой степени,
- латвийские (два Военных ордена Лачплесиса, памятная медаль Латвийской освободительной войны), польские, французские и финские ордена[3].

## Увековечение памяти
21 апреля 1990 года на родине Яан Соотса, во дворе хутора Кюти, был открыл памятный камень. В феврале 2005 года его имя было нанесено на мемориальную доску в церкви Тори, посвященную кавалерам Креста Свободы, павшим жертвами Второй мировой войны.